# Styrian Bears 2020
Questa voce raccoglie le informazioni riguardanti gli Styrian Bears nelle competizioni ufficiali della stagione 2020.

## AFL - Division I 2020

### Stagione regolare
| 22 marzo 2020 1ª giornata | Vienna Vikings 2 | - – - | Styrian Bears |  |

| 5 aprile 2020 2ª giornata | Styrian Bears | - – - | Vienna Knights |  |

| 3 maggio 2020 4ª giornata | Styrian Bears | - – - | Bratislava Monarchs |  |

| 2020 5ª giornata | Znojmo Knights | - – - | Styrian Bears |  |

| 17 maggio 2020 6ª giornata | Styrian Bears | - – - | Vienna Vikings 2 |  |

| 1º giugno 2020 7ª giornata | Vienna Knights | - – - | Styrian Bears |  |

| 21 giugno 2020 9ª giornata | Styrian Bears | - – - | Znojmo Knights |  |

| 28 giugno 2020 10ª giornata | Bratislava Monarchs | - – - | Styrian Bears |  |

## Styrian Indoor Bowl 2020

### Fase a gironi
| Graz 1º febbraio 2020 Incontro 2 | Styrian Bears | 38 – 19 | Upper Styrian Rhinos | Raiffeisen Sportpark |

| Graz 1º febbraio 2020 Incontro 6 | Graz Giants | 12 – 27 | Styrian Bears | Raiffeisen Sportpark |

### Playoff
| Graz 1º febbraio 2020, ore 21:00 Finale | Styrian Reavers | 18 – 34 | Styrian Bears | Raiffeisen Sportpark |

### Statistiche di squadra
| Competizione      | %Vittorie | In casa | In casa | In casa | In casa | In casa | In casa | In trasferta | In trasferta | In trasferta | In trasferta | In trasferta | In trasferta | Totale | Totale | Totale | Totale | Totale | Totale |
| Competizione      | %Vittorie | G       | V       | N       | P       | Pf      | Ps      | G            | V            | N            | P            | Pf           | Ps           | G      | V      | N      | P      | Pf     | Ps     |
| ----------------- | --------- | ------- | ------- | ------- | ------- | ------- | ------- | ------------ | ------------ | ------------ | ------------ | ------------ | ------------ | ------ | ------ | ------ | ------ | ------ | ------ |
| Stagione regolare | -         | -       | -       | -       | -       | -       | -       | -            | -            | -            | -            | -            | -            | -      | -      | -      | -      | -      | -      |
| Fase a gironi     | 1.000     | 1       | 1       | 0       | 0       | 38      | 19      | 1            | 1            | 0            | 0            | 27           | 12           | 2      | 2      | 0      | 0      | 65     | 31     |
| Playoff           | 1.000     | 0       | 0       | 0       | 0       | 0       | 0       | 1            | 1            | 0            | 0            | 34           | 18           | 1      | 1      | 0      | 0      | 34     | 18     |
| Totale            | 1.000     | 1       | 1       | 0       | 0       | 38      | 19      | 2            | 2            | 0            | 0            | 61           | 30           | 3      | 3      | 0      | 0      | 99     | 49     |